# Ильинка (Томаковский район)
Ильинка (укр. Іллінка) — село,
Новокиевский сельский совет,
Томаковский район,
Днепропетровская область,
Украина.
Код КОАТУУ — 1225487504. Население по переписи 2001 года составляло 926 человек.

## Географическое положение
Село Ильинка находится на правом берегу Каховского водохранилища (Днепр) в месте впадения в него реки Ревун,
выше по течению на расстоянии в 1 км расположено село Добрая Надия,
ниже по течению на расстоянии в 2,5 км расположен город Марганец,
на противоположном берегу — город Энергодар.
Через село проходит автомобильная дорога Т-0435.

## История
- У села обнаружено поселение эпохи бронзы (ІІ тыс. до н. э.).

## Экономика
- Ільинский психоневрологический интернат.

## Объекты социальной сферы
- Фельдшерский пункт.

## История
- Смиленко А. Т. Раскопки на Нижнем Днепре // Археологические открытия 1979 года. — М.: Наука, 1980. — С. 338—339.